# Гошкодеря Віталій Валерійович
Віталій Валерійович Гошкодеря (нар. 8 січня 1988, Донецьк) — український футболіст, центральний захисник. Виступав за юнацькі збірні України U-17 та U-19.

## Біографія

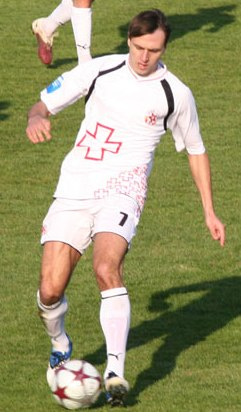
Віталій Гошкодеря під час виступів за «Волинь». 3 квітня 2011 року

Син відомого футболіста Валерія Гошкодері. Віталій почав займатися футболом у Польщі, де тоді грав його батько. Є вихованцем донецького «Шахтаря», за дубль якого дебютував 30 жовтня 2004 року у матчі проти «Гірник-Спорта». За дубль продовжував грати до кінця 2008 року, так і не провівши жодного матчу за основну команду. Другу половину сезону 2008/09 провів в оренді в донецькому «Олімпіку». З сезону 2009/10 грав на правах оренди у «Волині».
Влітку 2011 року перейшов у криворізький «Кривбас», проте заграти в команді не зумів і в лютому 2012 року був відданий в оренду до першолігового «Нафтовика-Укрнафти», за який провів у чемпіонаті лише одну гру.
Влітку 2013 року підписав контракт з луцькою «Волинню». За сезон провів в команді 15 матчів в чемпіонаті і один в національному кубку, після чого покинув клуб і тривалий час був вільним агентом.
На початку 2015 року уклав угоду з донецьким «Олімпіком».
9 лютого 2019 року перейшов до одеського «Чорноморця», за який грав до грудня того ж року.
У червні 2020 року повернувся в донецький «Олімпік».
27 серпня 2020 року став гравцем харківського «Металіста 1925». Дебютував за харків'ян 29 серпня в матчі Кубку України проти «Альянса» (0:2).
У 2021 році виступав за казахстанський «Окжетпес», після чого повернувся до України і грав за аматорський «Штурм» (Іванків), а влітку 2023 року став гравцем першолігового ФСК «Маріуполь».

## Досягнення
- Срібний призер Першої ліги чемпіонату України: 2009/10